# Graphidipus pisciata
Graphidipus pisciata là một loài bướm đêm trong họ Geometridae.